# Torre Aura Lofts
La Torre Aura Lofts es un edificio habitacional ubicado en Avenida Royal Country #4560, Plaza Corporativa en la ciudad mexicana de Zapopan, Jalisco. Es el 12.º edificio más alto de Zapopan.

## Detalles importantes
- El área total del rascacielos es 26 200 m².

- Cuenta con 35 departamentos de lujo.

- La altura de piso a techo es de 3.65 m.

- Es considerado un edificio inteligente, debido a que el sistema de luz es controlado por un sistema llamado B3 al igual que la ya obra cancelada del Museo Guggenheim Guadalajara, la Torrena y la Torre Aura Altitude.

- Los materiales que se usaron para su construcción fueron acero, concreto armado y vidrio en la mayor parte de su estructura.